# Subilla xylidiophila
Subilla xylidiophila är en halssländeart som först beskrevs av H. Aspöck och U. Aspöck 1974.  Subilla xylidiophila ingår i släktet Subilla och familjen ormhalssländor. Inga underarter finns listade i Catalogue of Life.